# Мунія новоірландська
Му́нія новоірландська (Lonchura forbesi) — вид горобцеподібних птахів родини астрильдових (Estrildidae). Ендемік Папуа Нової Гвінеї.

## Опис
Довжина птаха становить 10 см. Виду не притаманний статевий диморфізм. Голова, горло і шия чорні, верхня частина тіла рудувато-коричнева. Крила темно-коричнева, деякі пера на них поцятковані рудувато-коричневими смужками. Верхні покривні пера хвоста жовтувато-бурі, стернові пера темно-коричневі з жовтувато-бурими краями. Нижня частина тіла світло-рудувато-коричнева. Підборіддя, нижня частина живота і гузка чорні.

## Поширення і екологія
Новоірландські мунії є ендеміками острова Нова Ірландія в архіпелазі Бісмарка. Вони живуть по всьому острову, віддають перевагу трав'янистим лукам на узліссях тропічних лісів. Зустрічаються парами або невеликими сімейними зграйками. Живляться насінням трав.